# Архипчук Сергій Володимирович
Архипчук Сергій Володимирович (18 листопада 1960, хутір Ганнівка Костопільського району Рівненської області — 3 листопада 2023, Київ) — заслужений діяч мистецтв України, режисер-постановник театру, опери, масових та пам'ятних заходів, фестивалів. Засновник Київського театру поезії «Мушля».

## Біографія
У 1979 році закінчив Дніпропетровське державне театральне училище, акторський факультет, спеціальність «Актор драматичного театру», у 1984 р. — Державний інститут театрального мистецтва ім. А. Луначарського, м. Москва, спеціальність «Режисер музичного театру».
Працював режисером у Гуцульському естрадно-фольклорному театрі-студії «Заграва», Донецькій опері, Дніпропетровському театрі ім. Т.Шевченка, Закарпатському обласному театрі драми та комедії.
Ведучий програми «ТВ-Табачук» «Кухонні пристрасті» (2002—2003).
Засновник та художній керівник школи телеведучих TV-lab (2004—2010).
Лауреат Міжнародного конкурсу режисерів естради (Москва, 1989 р.). «Режисер року» (фестиваль «Нові зірки старого року», 1994 р.). Вагнерівський стипендіат (Байройт (ФРН), 1997 р.). Володів польською мовою.

## Творча діяльність
Постановки: «Котигорошко» А. Шияна, Б. Котюка (Львів, 1984 р.), «Іоланта» П. Чайковського (Донецьк, 1985 р., 2003 р.), «А, нумо створимо оперу» Б. Бріттена (Донецьк, 1986 р.), «Мачуха Саманішвілі» Г. Канчелі (Дніпропетровськ, 1987 р.; найкраща вистава року), «Лис Микита» І. Франка, Б. Янівського (Дніпропетровськ, 1988 р.), «Пан Коцький» М. Лисенка (Коломия, 1991 р.; лауреат I Міжнародного конкурсу ім. М. Лисенка), «Купало» А. Вахнянина (Київ, 1993 р.), «Набукко» Д. Верді (Донецьк, 1994 р., 1999 р.), «Аїда» Д. Верді (Львів, 1995 р.), «Пігмаліон» Б. Шоу, О. Козаренка (Ніжин, 1996 р.), "Інтимні варіації до «Старомодної комедії» Є. Гуцала, О. Арбузова (Рівне, 2001); «Хитра вдовичка» К. Гольдоні (Черкаси, 2009 р.); «Як козам роги вправляють» Ю. Федьковича (Чернівці, 2009); «Meine liebe Віра» О.Гавроша (Ужгород, 2013), «Трамвай „Жадання“» Т. Вільямса (Ужгород, 2013 р.) «Наталка Полтавка» І. Котляревського, «Червона шапочка» В. Безкоровайного, Л. Полтави (Хуст, 2018 р.), «Шантрапа… „Усковська“», О. Саксаганський, музика Д. Перцева (Біла Церква, 2019) та ін..
Вистави Київського театру поезії «Мушля» під проводом С. Архипчука: «В пекучій мушлі слова» Н. Клименко (2001), «Заповітне» М. Вінграновського (2005), «Венера та інші» Т. Винник (2007), «Для блакитнокрилої плавби» М. Рильського (2008), «Три радості» В. Свідзінського (2011), «Зелений велосипед» В. Вакулича (2011),  «Не тільки молитви» Б.  Бойчука (2010), «Ліфти для повертання» І.  Козаченка (2011), «Чоколівка. Мандри Амура» А. Могильного (2012), «Знаю Я» П. Скунця (2012), «Між жіночих звивин» Л. Мудрак (2020).
Композиції театру «Мушля» за творами І. Римарука, Є. Плужника, П. Тичини, І. Драча, В. Голобородька, А. Пашко, В. Сагайдака, Л. Костенко, В. Герасим'юка, М. Зерова, В. Іллі, В. Базилевського, В. Симоненка, В. Сосюри, О. Гончара.
Культурно-мистецькі та пам'ятні заходи: вечір пам'яті В. Івасюка (Львів, 1989), «Володимир Івасюк. Повернення» (Київ, 1998), «Задивляюсь у твої зіниці» В. Симоненка (Львів, 1988), «Я повен любові» О. Гончара (Київ, 1998). Агітаційно-мандрівний проєкт «Політичний вертеп» (25 областей України, 2013), сатирична програма «Політичний вертеп», Радіо Свобода (Київ, 2014), мистецько-концертні рейди та благодійні заходи на підтримку Захисників Вітчизни «Арт-десант» та «Люті Укри» (2014–2017), відкриття в Українському домі Міжнародного форуму «Україна пам'ятає, світ визнає!» до 85-х роковин Голодомору (Київ, 2018); авторські вечори М. Гаденка, вечори пам'яті В. Сосюри, Слави Стецько, Р. Шухевича.
Фестивалі: «Червона рута» (1989 р., рок-конкурс); у 1989—1992 рр. — шоу-вистави з Гуцульським естрадно-фольклорним театром-студією «Заграва» (головний режисер, гастролі у містах: Вроцлав, Москва, Монреаль, Торонто та ін.); «Оберіг» (1992 р., 1993 р., 1994 р.), «Тарас Бульба» (1992 р., 1993 р.), «Золота корона» (Одеса, 1998 р., 1999 р.), конкурс «Роксолана. Великий вальс» (1996 р.), урочиста церемонія Національного конкурсу гостросюжетних романів «Золотий Бабай» (1999 р.), Міжнародний літературний конкурс «Коронація слова» (1999), «Мазепа-Фест» (Полтава, 2003—2017), «Ця золотом цвяхована блакить» (до 80-ліття загибелі С.Петлюри, Київ, 2006); "День Незалежності з Махном" (м.Гуляйполе Запорізької обл., 2006 р.),Всеукраїнський фестиваль вертепів «Карпатія» (Івано-Франківськ, 2008, 2009; Яремче, 2010); Міжнародний фестиваль поезії Terra Poetica (Київ, 2014), Фестиваль мистецтв «Арт-панорама» (Біла Церква, 2019), Міжнародний фольклорний фестиваль «Зорі над Тясмином» (Сміла, 2019).
Головний режисер заходів: 700-ліття Коломиї, 620-ліття Болехова, Дня Києва — 93, Всеукраїнського свята пива (1995 р., 1996 р., 1997 р., 1998 р.), 590-ліття Рашкова (1992), мистецьких програм Великого збору КУН (1993 р., 1995 р.), «Дійство про Св. Миколая» (Київ, 2000 р.), фольклорно-мистецьке свято «Є тисяча доріг» (Рівне, 2000), «Роботящим рукам» (Зоря, 2002), Дні культури України для Всесвітньої індустріальної виставки (Японія, 2005), Церемонія прийняття короля Швеції (Київ, 2008), 90-ліття ЗУНР (Львів, 2008), благодійні концерти на підтримку УГКЦ «З вірою і любов'ю» (2009).

## Родина
Мати Надія Пилипівна (1937 р.н.) — пенсіонерка, доньки Уляна (1988 р.н.) і Олеся (1994 р.н.).
Дід по материній лінії та його брати воювали в УПА, а дід зі сторони батька був на службі в радянської влади, за що був убитий.

## Звання та нагороди
У 2009 році Указом Президента Сергію Архипчуку було надано звання «Заслужений діяч мистецтв України».

## Інтерв'ю та згадки у ЗМІ
1. Речитатив secco оперного режисера // Art line, 1997, № 10–11; Мистецтво — моя професія // Українське слово, 2000, 3–15 берез.
2. Надзбручанський Б. «Аїда» на львівській сцені // Культура і життя. 1995, 3 серп.; Гончарук К. Бернард Шоу українізує Ніжин // Там само. 1996, 24 серп.;
3. Сіроніякий колір некарнавальних масок: Розмова А. Охрімовича із С. Архипчуком // Політика і культура. 2000, 14–20 квіт.;
4. Н. Тисячна Зняти бронежилет із душі [Архівовано 13 лютого 2020 у Wayback Machine.] // День, 22 лис, 2005;
5. Д. Мамчур Я волію працювати з талановитими людьми [Архівовано 23 березня 2022 у Wayback Machine.] // Персонал № 2, 2007;
6. Н. Тисячна Портрет автентичної жінки // День, 23 чер, 2007; Театральна бесіда. 2016. № 1(36).;
7. М. Сургучева Сергій Архипчук / Герой — это человек, который профессионально  делает свое дело // Экспедиция XXI, 2007;
8. М. Чабан Київський театр поезії Мушля / «МУШЛЯ» говорить про заповітне // Арт-вертеп, 2007;
9. Н. Кир'ян Три радості Володимира Свідзінського [Архівовано 13 лютого 2020 у Wayback Machine.] // Слово Просвіти, 17 лис, 2011;
10. Л.Олтаржевська «Не тільки молитви». Четверта спроба [Архівовано 13 лютого 2020 у Wayback Machine.] // Україна молода, 6 січ, 2011;
11. Пам'ять українського поета Івана Козаченка вшанували прем'єрою вистави [Архівовано 13 лютого 2020 у Wayback Machine.] // УНІАН 25 лис, 2011;
12. С. Єременко Ревізія нездійсненного // День, 26 тра, 2011;
13. В. Скуба «Три радості» Володимира Свідзінського // День, 26 жов, 2011;
14. П'ять головних театральних подій 2011 року [Архівовано 27 грудня 2019 у Wayback Machine.] // Тиждень.ua, 3 січ, 2012;
15. О. Гаврош Ужгородці першими побачать виставу на вірші Аттили Могильного [Архівовано 13 лютого 2020 у Wayback Machine.] // Закарпаття онлайн, 29 бер, 2012;
16. В. Кобаль Закарпатський театр завершить сезон «Трамваєм „Жадання“» [Архівовано 13 лютого 2020 у Wayback Machine.] // Закарпаття онлайн, 5 лип, 2013;
17. Л. Поліха В Ужгород «приїхав» «Трамвай „Жадання“» [Архівовано 13 лютого 2020 у Wayback Machine.] // Закарпаття онлайн, 21 лип, 2013;
18. С. Лапига Режисер Архипчук почав створювати в Ужгороді студентський театр [Архівовано 13 лютого 2020 у Wayback Machine.] // Закарпаття онлайн, 24 жовтня 2013;
19. С. Федака Червона квіточка навпаки [Архівовано 13 лютого 2020 у Wayback Machine.] // Закарпаття онлайн, 20 лип, 2013;
20. Театральні рецензії С.Федака зі збірки  Закарпатський театр на порозі XXI століття (Ужгород, 2018): І ти пішла із дому, Любов зла, Наталка-Хустянка, Перший поцілунок хустського театру, Серенча і хосен;
21. В. Курико Сергій Архипчук: «Втрачаючи мову, ми втрачаємо дуже багато» [Архівовано 13 лютого 2020 у Wayback Machine.] // Час чернігівський, 11 бер, 2017;
22. Театр у Хусті прем'єрно представив «діаспорну» «Червону шапочку» [Архівовано 13 лютого 2020 у Wayback Machine.] // Закарпаття онлайн, 15 жов,  2018.